# 東京アヴァンギャルド
東京アヴァンギャルド（とうきょうアヴァンギャルド）は、かつてトゥインクル・コーポレーションで活動していた日本の男女お笑いコンビ。2008年結成、2017年解散。

## メンバー
- 綾瀬マルタ（あやせ まるた)
  - 女性。1982年9月15日生まれ。東京都出身。恐竜が好き。
  - 趣味は博物館巡り。
  - 特技は文章を書くこと、ナレーション。
- 丸沢丸（まるさわ まる）
  - 男性。1984年3月8日生まれ。東京都出身。スズメバチと漫画が好き。
  - 特徴はメガネとキノコ頭。
  - 特技は堺雅人のモノマネ、ナレーション、デザインで[1]、特にナレーションはラジオCMで生かされている。
  - アニメ専門学校で、ナレーション講師をしていたことがある[2]。

## 概要
ネタはコント。脚本・演出はもっぱら綾瀬が担当しているが、丸沢も数本の脚本を書いたことがある。
コントはシュールなものが多く、独特の芸風となっている。そのためボケ・ツッコミなどの分担はないが、お笑いライブやポッドキャストのフリートークでは、大抵、綾瀬が丸沢をいじる形となっている。
東京農業大学の演劇部で知り合い、大学を卒業した綾瀬が2007年に1人で旗揚げした劇団が「東京アヴァンギャルド」だった。丸沢は旗揚げ公演から客演として参加したが、第2回公演から二人だけになった。2010年11月にコンビで初めてお笑いライブに出演し、2012年3月より現事務所に入る。2017年3月解散後もそれぞれトゥインクル・コーポレーションに所属し、ピン芸人兼ナレーターとして活動。
大学時代からプライベートでも仲は良いが、綾瀬は丸沢を「最後まで生理的に無理」だったとのことで、付き合ってはいない。
解散後は、綾瀬はピン芸人に転向。丸沢はピンオとのコンビ「かにゃ」を2017年4月に結成。

## 出演

### 本公演
- 第1回「NEZI」（2009年11月11日、漫画純喫茶　漫楽園）
- 第2回「DRIVER」（2012年4月21・22日、阿佐ヶ谷アートスペース・プロット）
- 第3回「AREA」（2012年10月14日、シアターD）※ホシカワ　ネタライブ「stock」vol.4と2本立て。
- 第4回「HANON」（2012年12月22日、シアターD）※ホシカワ　ネタライブ「stock」vol.6と2本立て。
- 第5回「Burgmüller」（2013年2月22日、シアターD）※ホシカワ　ネタライブ「stock」vol.8と2本立て。
- 第6回「BLUE COLLAR」（2013年7月9・10日、しもきた空間リバティ）

### テレビ番組
- オンバト＋（NHK総合）戦績0勝1敗 最高273KB
- おはスタ（テレビ東京、2013年10月15・16日）
- シャキーン！（NHK Eテレ、2013年11月27・28日）
- NHK高校講座 生物基礎（NHK Eテレ、2014・2015年度）
- お願い!ランキング（テレビ朝日）- 2015年9月3日「クリカンのスパルタものまね塾」コーナー、丸沢のみ

### ラジオCM
- プチドラム（Panasonic、2013年）
- エネファーム「インコ」篇、「おうちで…」篇、「宅配便」篇（東京ガス、丸沢のみ、2013年）
- 家庭教師のトライ「部下の誘い」篇（丸沢のみ、2013年）
- 第一生命（webCM、『順風ライフ パワーメディカル』アテレココンテスト結果発表 篇）- 丸沢のみ

### 舞台
- ダンスショー『ハローキティとあそぼうBRAVO!!』　- 丸沢のみ「スティックさん」の声優として出演

### ポッドキャスト
- 東京アヴァンギャルドのまるまるめろめろ（2013年11月～）